# Добрановиці (Краківський повіт)
Добрановиці (пол. Dobranowice) — село в Польщі, у гміні Іґоломія-Вавженьчиці Краківського повіту Малопольського воєводства.
Населення — 358 осіб (2011).
У 1975-1998 роках село належало до Краківського воєводства.

## Демографія
Демографічна структура станом на 31 березня 2011 року:
|          | Загалом | Допрацездатний вік | Працездатний вік | Постпрацездатний вік |
| -------- | ------- | ------------------ | ---------------- | -------------------- |
| Чоловіки | 172     | 29                 | 124              | 19                   |
| Жінки    | 186     | 51                 | 96               | 39                   |
| Разом    | 358     | 80                 | 220              | 58                   |